# کلاغ: شهر فرشتگان
کلاغ: شهر فرشتگان (به انگلیسی: The Crow: City of Angels) عنوان دومین قسمت از سری فیلم‌های کلاغ به کارگردانی تیم پوپ محصول سال ۱۹۹۶ است.

## خلاصه داستان
در شهر لس آنجلس یک مکانیک موتور سیکلت به نام اش کورون به همراه پسر هشت ساله اش دنی به دلیل اینکه شاهد قتل چند نفر توسط باند خلافکاران بودند توسط همان گروه به سرپرستی جودا ارل به قتل میرسند و اجسادشان به دریا انداخته میشود اما اش توسط کلاغ زنده می شود تا بتواند انتقام خود و پسرش را بگیرد.

## بازی ویدئویی
یک بازی ویدئویی براساس این فیلم برای کنسول پلی استیشن ساخته و عرضه شد.